# Sonja Stiegelbauer
Sonja Stiegelbauer (bis 17. Juni 1998 Moser, bis 24. Juni 2004 Moser-Starrach, * 23. September 1946 in Innsbruck) ist eine österreichische Politikerin (ÖVP).

## Leben
Sonja Stiegelbauer absolvierte von 1961 bis 1966 die Lehrerbildungsanstalt. Sie arbeitete bis 1994 als Volksschul- und Hauptschullehrerin. 1994 schloss sie ihr wiederaufgenommenes Studium der Geschichte und Philosophie mit der Promotion (Dr. phil.) ab.
Die Nationalratswahl in Österreich 1995 musste in Reutte ihretwegen wiederholt werden. Obwohl sie im Wählerverzeichnis nicht aufschien, erlaubte ihr der dortige Wahlleiter, ihre Stimme abzugeben. Daraufhin wurde die Wahl von der FPÖ angefochten, und die Bundeswahlbehörde ordnete eine Wahlwiederholung an. Diese bewirkte (neben einer gleichsam stattfindenden Wiederholung in Donnerskirchen), dass die ÖVP ein Mandat an die FPÖ verlor. Sie hatte die Rücklegung ihres Mandates angekündigt, falls sie für den Verlust verantwortlich sein sollte; doch da auch Donnerskirchen allein für den Mandatsverlust ausschlaggebend gewesen wäre, nahm sie die Ankündigung zurück. Stattdessen entzog die ÖVP Alfred Brader das Mandat.
Von 1995 bis 1996 war sie Bundesministerin für Familien und Jugend, von 1996 bis 1999 Abgeordnete zum Nationalrat. Seit 2000 ist sie als Abgesandte des Europarates „Leiterin für Bosnien-Herzegowina“.

## Auszeichnungen
- Großes Goldenes Ehrenzeichen mit dem Stern für Verdienste um die Republik Österreich[1] (1999)
- Norwegischer Verdienstorden